# Al-Bab
Al-Bab (em árabe: الباب, translit. al-Bāb) é uma cidade síria que faz parte administrativamente da província de Alepo. Al-Bab localiza-se 40 km a noroeste de Alepo, 30 km a sul da fronteira turca, tem uma área de 30 km² (11,6 mi²) e está a uma altitude de 472 m (1 550 ft). De acordo com o Escritório Central de Estatísticas da Síria, sua população total era 63 069 em 2004, maioria árabe sunita e mais etnicamente homogênea que a população da cidade vizinha, Mambije.

## Etimologia
Al-Bāb em árabe significa a porta. De acordo com o geógrafo Iacute de Hama em sua obra Mu'jam al-udabā' (1226), o nome é uma abreviação de Bāb Bizāʻah (Portão para Bizāʻah'). Bizāʻah (também chamada Buzāʻah ou Bzāʻā) é uma cidade localizada 10 km (6,21 mi) a leste de al-Bab.

## História
Al-Bab foi conquistada pelo exército árabe do Califado Ortodoxo sob o comando de Omar ibne Alcatabe. A cidade foi assim nomeada durante o domínio islâmico pois servia de portão entre Alepo e a cidade adjacente, Buza'ah. A tumba e o santuário de Aqil ibn Abi Talib (irmão de Ali) localizavam-se em al-Bab. A cidade era majoritariamente povoada por xiitas e ismaelitas, até passar a ser comandada pelo Império Aiúbida no século XIII.

Al-Bab é o centro administrativo do anaia de Al-Bab e do distrito de al-Bab

De acordo com Iacute de Hama, a cidade era em 1226 um distrito de Alepo. Havia nela mercados repletos de produtos a base de algodão chamados kirbas, que eram exportados para Damasco e Egito. Abulféda relatou que "al-Bab era uma cidade pequena com um mercado, um banho público, jardins agradáveis e uma mesquita" (a Grande Mesquita de al-Bab).

### Guerra Civil Síria
Até abril de 2012, al-Bab estava relativamente ilesa da Guerra Civil Síria. No entanto, no dia 20 de abril, o Exército Sírio abriu fogo contra manifestantes na cidade, despertando o movimento rebelde em al-Bab. Entre meados de maio e meados de julho, aproximadamente quinze grupos rebeldes formaram-se na cidade. A luta pelo controle de al-Bab incluiu uma série de incursões e ataques contra propriedades do governo ao curso de dois meses, que culminou, em 18 de julho, na tomada da última fortaleza do governo dentro dos limites da cidade.
De acordo com ativistas de oposição, uma guarnição militar mantida fora de al-Bab estava bombardeando a posição dos insurgentes, tendo causado 40 mortes em uma única noite. Em 29 de julho, forças rebeldes conseguiram expulsar a guarnição do limite sul da cidade, garantindo o controle de al-Bab e dando aos insurgentes do norte de Alepo um impulso considerável. A captura da cidade também deu aos militantes controle total sobre o nordeste de Alepo. No verão de 2013, entretanto, o Estado Islâmico do Iraque e do Levante ganhou influência na cidade, e no meio de novembro do mesmo ano já tinha controle total de al-Bab. Depois da captura de Mambije pelas Forças Democráticas Sírias, em agosto de 2016, foi reportado que seu próximo objetivo seria tomar o controle de al-Bab.

## Clima
Al-Bab tem um clima mediterrânico, com verões quentes e secos e invernos úmidos e frescos, influenciados pelo clima continental e com ocasional queda de neve. A temperatura máxima média em janeiro é 8,3 °C, e a temperatura máxima em julho é 36,2 °C. A neve geralmente cai entre dezembro e janeiro.
| Dados climatológicos para al-Bab                                                             | Dados climatológicos para al-Bab | Dados climatológicos para al-Bab | Dados climatológicos para al-Bab | Dados climatológicos para al-Bab | Dados climatológicos para al-Bab | Dados climatológicos para al-Bab | Dados climatológicos para al-Bab | Dados climatológicos para al-Bab | Dados climatológicos para al-Bab | Dados climatológicos para al-Bab | Dados climatológicos para al-Bab | Dados climatológicos para al-Bab | Dados climatológicos para al-Bab |
| Mês                                                                                          | Jan                              | Fev                              | Mar                              | Abr                              | Mai                              | Jun                              | Jul                              | Ago                              | Set                              | Out                              | Nov                              | Dez                              | Ano                              |
| -------------------------------------------------------------------------------------------- | -------------------------------- | -------------------------------- | -------------------------------- | -------------------------------- | -------------------------------- | -------------------------------- | -------------------------------- | -------------------------------- | -------------------------------- | -------------------------------- | -------------------------------- | -------------------------------- | -------------------------------- |
| Temperatura máxima recorde (°C)                                                              | 17                               | 21                               | 31                               | 34                               | 41                               | 47                               | 46                               | 43                               | 41                               | 37                               | 30                               | 18                               | 47                               |
| Temperatura máxima média (°C)                                                                | 8,3                              | 9,6                              | 14,7                             | 19,6                             | 25,7                             | 31,6                             | 36,2                             | 36,1                             | 31,2                             | 24,0                             | 16,8                             | 10,1                             | 23,8                             |
| Temperatura mínima média (°C)                                                                | −1,1                             | 0,1                              | 3,0                              | 7,6                              | 13,5                             | 17,1                             | 20,9                             | 20,9                             | 17,3                             | 11,4                             | 3,4                              | 1,3                              | 10,9                             |
| Temperatura mínima recorde (°C)                                                              | −13                              | −10                              | −7                               | −2                               | 0                                | 9                                | 16                               | 15                               | 7                                | 5                                | −3                               | −8                               | −13                              |
| Precipitação (mm)                                                                            | 60,3                             | 52,0                             | 46,1                             | 33,6                             | 17,9                             | 2,3                              | 0,1                              | 0,3                              | 2,2                              | 19,2                             | 35,2                             | 59,6                             | 328,8                            |
| Dias com precipitação (≥ 0.1 mm)                                                             | 13                               | 14                               | 10                               | 7                                | 4                                | 1                                | 0                                | 0                                | 1                                | 4                                | 7                                | 11                               | 72                               |
| Dias com chuva                                                                               | 12,3                             | 12,3                             | 12,1                             | 10,6                             | 6,8                              | 2,0                              | 0                                | 0                                | 1,5                              | 6,5                              | 8,7                              | 11,9                             | 84,7                             |
| Dias com neve                                                                                | 3,5                              | 0,8                              | 0,3                              | 0                                | 0                                | 0                                | 0                                | 0                                | 0                                | 0                                | 0,1                              | 1,2                              | 5,9                              |
| Umidade relativa (%)                                                                         | 72                               | 68                               | 63                               | 61                               | 54                               | 45                               | 37                               | 38                               | 45                               | 56                               | 68                               | 71                               | 56,5                             |
| Insolação (h)                                                                                | 120,9                            | 140,0                            | 198,4                            | 243,0                            | 319,3                            | 366,0                            | 387,5                            | 365,8                            | 303,0                            | 244,9                            | 186,0                            | 127,1                            | 3 001,9                          |
| Fonte: Organização Meteorológica Mundial, Observatório de Hong Kong (horas de sol 1961–1990) |                                  |                                  |                                  |                                  |                                  |                                  |                                  |                                  |                                  |                                  |                                  |                                  |                                  |
| Fonte 2: BBC Weather (temperaturas máximas e mínimas absolutas)                              |                                  |                                  |                                  |                                  |                                  |                                  |                                  |                                  |                                  |                                  |                                  |                                  |                                  |